# Abbazia di Tihany
L'abbazia di Tihany è un'abbazia benedettina fondata a Tihany, nel Regno d'Ungheria, nel 1055. I suoi patroni sono la Vergine Maria e sant'Aniano di Orléans.

## Fondazione
Fondata nel 1055 da re Andrea I d'Ungheria (r. 1046–1060), venne dedicata alla Vergine Maria e al santo vescovo Aniano di Orléans. Re Andrea venne tumulato nella chiesa del monastero nel 1060. La sua tomba, nella cripta della chiesa, è l'unica tomba di un re d'Ungheria medievale che è stata conservata fino ad ora. Vi fu imprigionato per qualche l'ultimo imperatore austriaco, Carlo I, assieme alla moglie incinta Zita prima di essere portato in esilio a Madera.
Il soffitto della chiesa è stato decorato da Károly Lotz, con immagini di Fede, Speranza e Amore.

## Galleria d'immagini

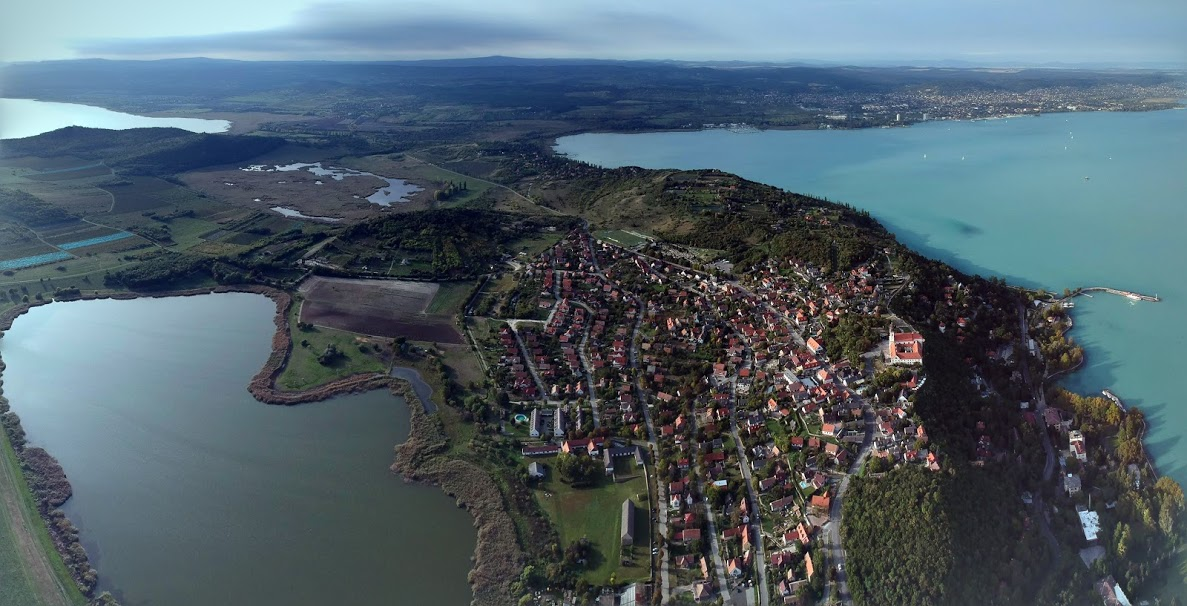
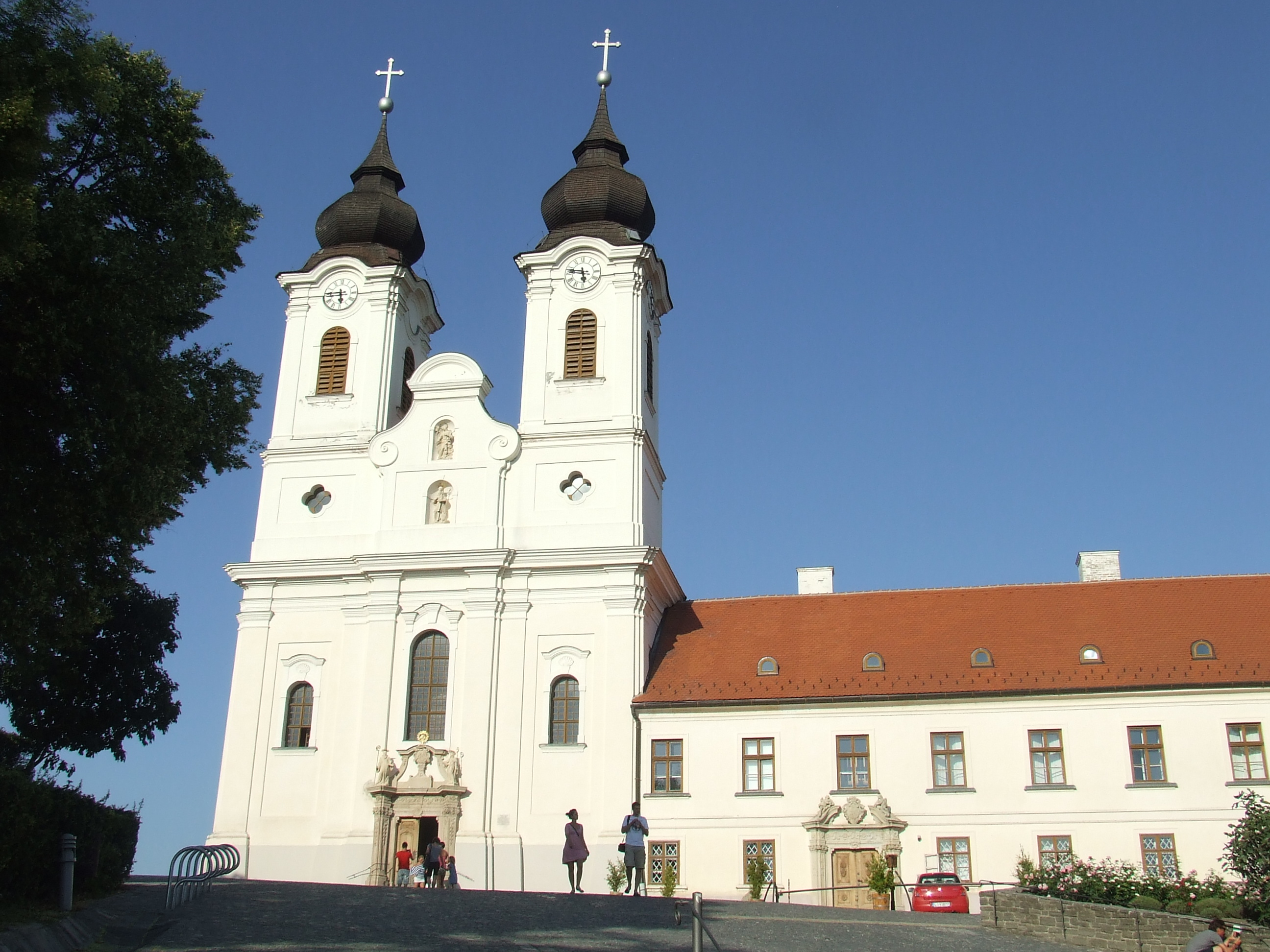
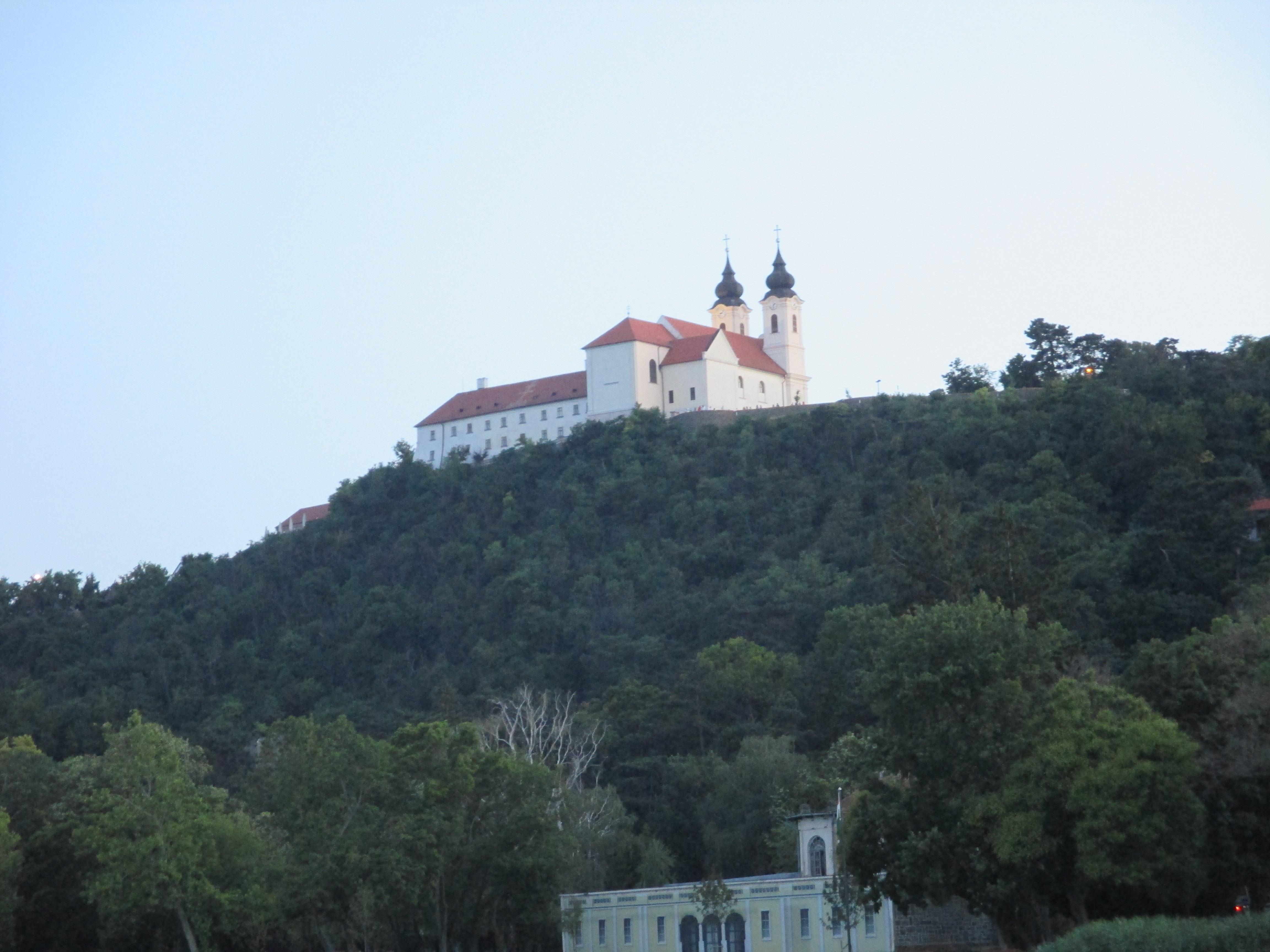
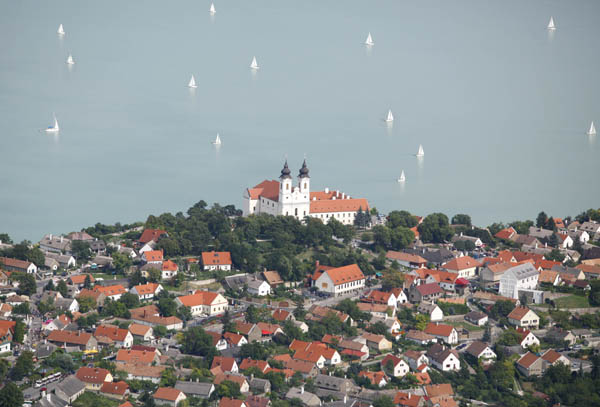
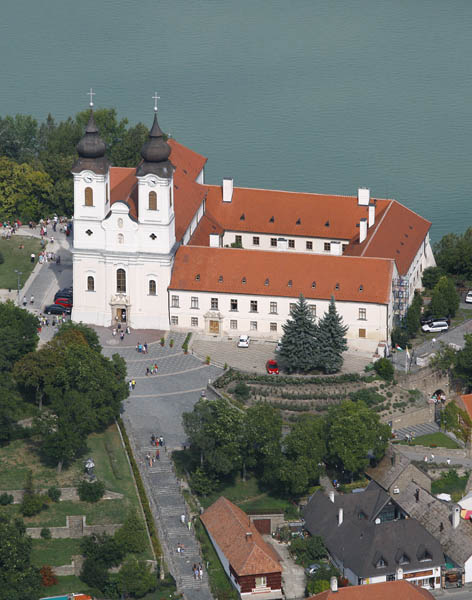
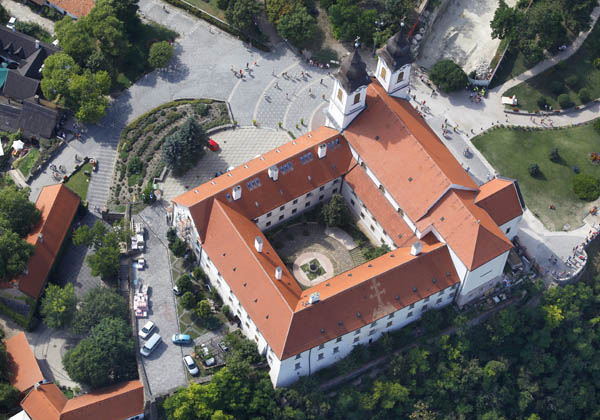
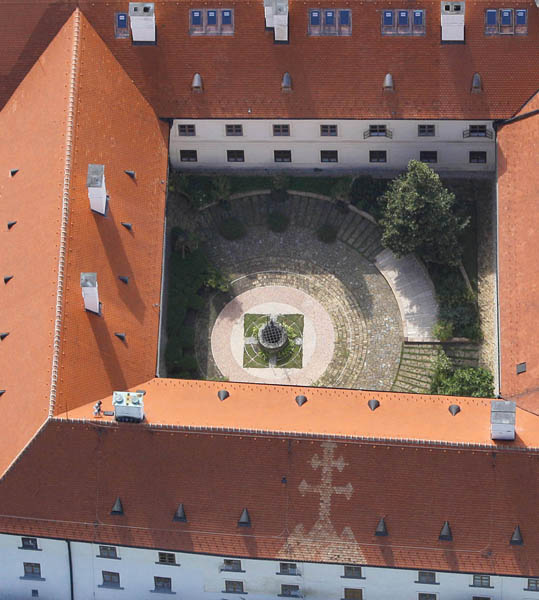
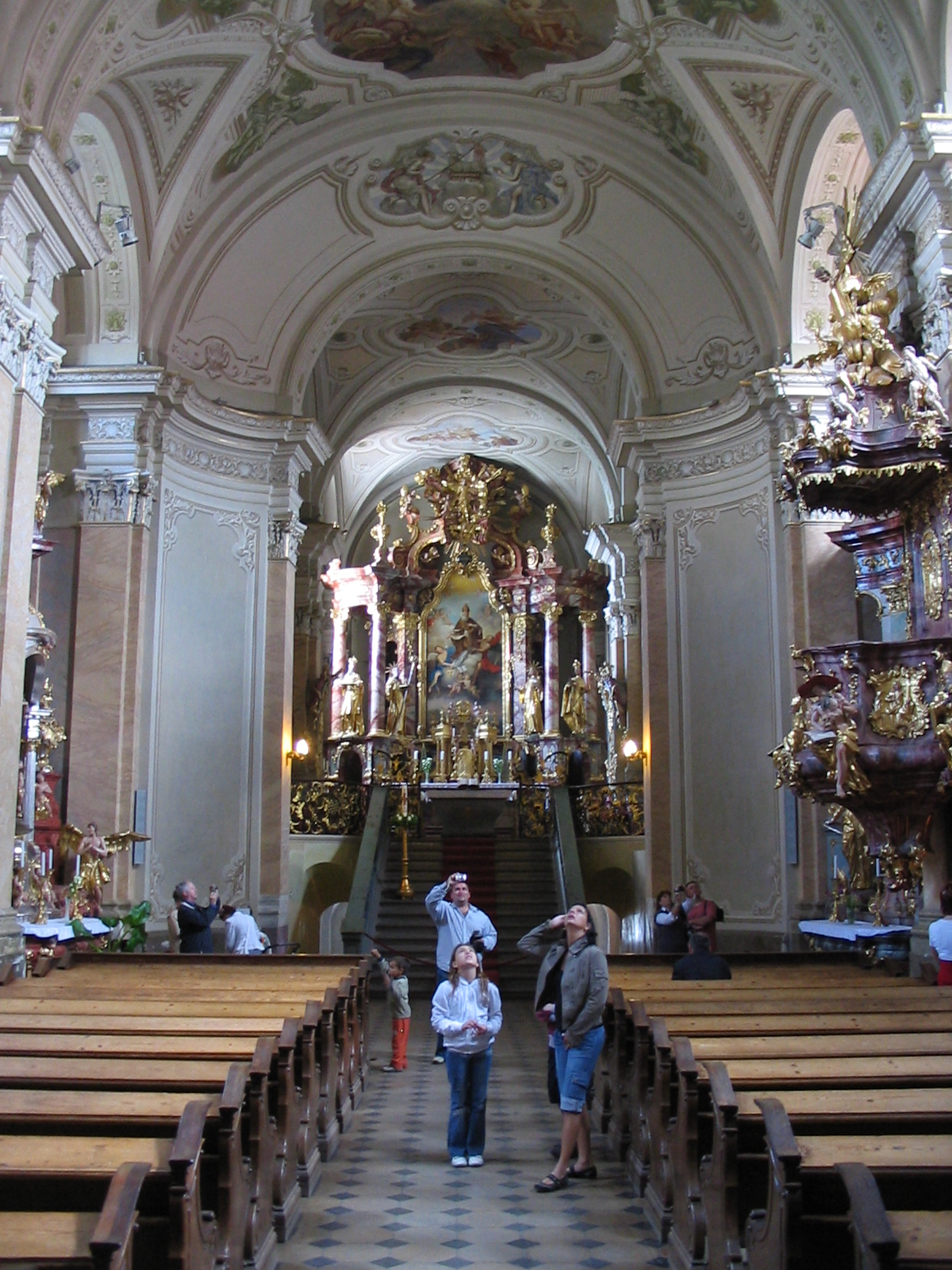
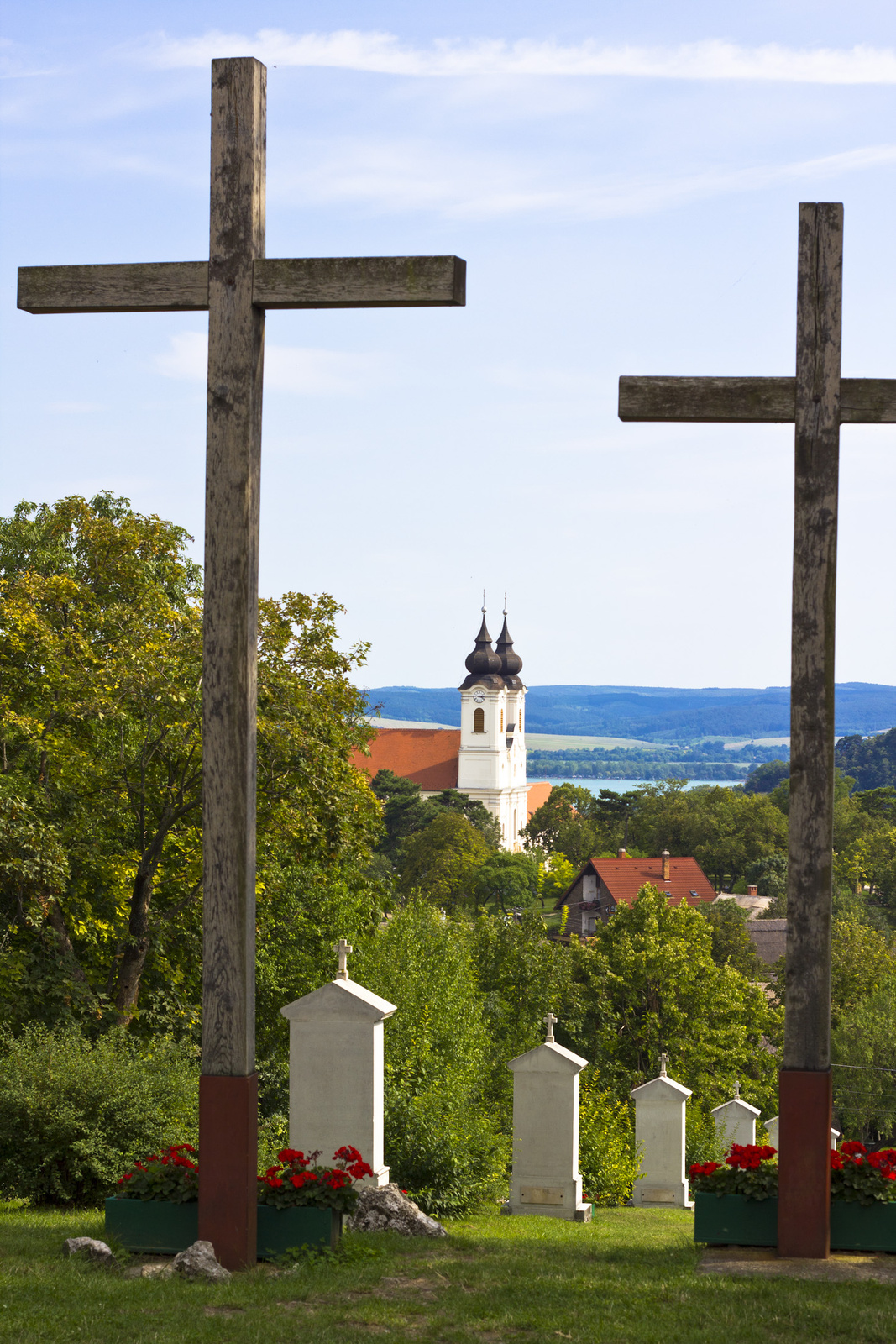